# Cigua de les palmeres
La cigua de les palmeres (Dulus dominicus), és un petit ocell de l'ordre dels passeriformes. És l'única espècie del gènere Dulus i de la família dels dúlids (Dulidae). No se n'han descrit subespècies. Es creu que està relacionat amb la família dels bombicíl·lids (Bombycillidae) i de vegades és classificat amb aquest grup.
Es considera l'ocell nacional de la República Dominicana.

## Morfologia
- Fan al voltant dels 20 cm de llargària.
- Són de color marró oliva per sobre, i beix amb vetes marrons per baix.
- Tenen la cua llarga, un fort bec groc i ulls rogencs.
- No hi ha dimorfisme sexual.
- Els immadurs tenen una taca fosca a la gola.[3]

## Hàbitat i distribució
L'espècie és endèmica de La Hispaniola, incloent les adjacents Saona i La Gonâve. És una au comuna i generalitzada a la seva àrea de distribució. Habita des del nivell del mar fins als 1500 metres d'altitud, on es poden trobar en sabanes amb palmeres o altres espais oberts amb arbres dispersos. S'ha adaptat bé als parcs urbans i jardins amb arbres.

## Hàbits
Són aus molt sociables, vivint en petites bandades formades per algunes parelles que dormen juntes. Són aus sorolloses, amb un gran repertori de vocalitzacions que utilitzin constantment com a part del seu comportament social.

## Reproducció
Es reprodueixen principalment entre març i juny. Els ocells construeixen grans nius comunals desordenats, a les branques en la copa de les palmeres. De tant en tant, en absència de palmeres, poden fer servir arbres o pals de telèfon. L'estructura pot ésser de fins a 2 m d'ample, i contenir fins a 30 nius, amb les seves pròpies entrades i cambres separades. Les femelles ponen 2-4 ous, gris porpra densament tacat.

## Alimentació
Aquests ocells s'alimenten de fruits i baies, així com de flors, especialment d'orquídies epífites.

## Conservació
Aquest ocell és una espècie comuna dins del seu rang, de prop de 75.000 km². La UICN el considera una espècie en Risc mínim.